# Segré-en-Anjou Bleu
Segré-en-Anjou Bleu ist eine französische Gemeinde mit 17.617 Einwohnern (Stand: 1. Januar 2022) im Département Maine-et-Loire in der Region Pays de la Loire. Sie gehört zum Arrondissement Segré und zum Kanton Segré-en-Anjou Bleu.
Segré-en-Anjou Bleu wurde mit Wirkung vom 15. Dezember 2016 als Commune nouvelle aus den Gemeinden Aviré, Le Bourg-d’Iré, La Chapelle-sur-Oudon, Châtelais, La Ferrière-de-Flée, L’Hôtellerie-de-Flée, Louvaines, Marans, Montguillon, Noyant-la-Gravoyère, Nyoiseau, Sainte-Gemmes-d’Andigné, Saint-Martin-du-Bois, Saint-Sauveur-de-Flée und Segré  gebildet, die in der neuen Gemeinde den Status einer Commune déléguée besitzen. Der Verwaltungssitz befindet sich in Segré.

## Geographie
Segré-en-Anjou Bleu liegt etwa 35 Kilometer nordwestlich vom Stadtzentrum von Angers am Verzée und am Oudon.

## Gliederung
| Ortsteil                | ehemaliger INSEE-Code | Fläche (km²) | Einwohnerzahl zum 1. Januar 2022 |
| ----------------------- | --------------------- | ------------ | -------------------------------- |
| Aviré                   | 49014                 | 14,36        | .0492                            |
| Le Bourg-d’Iré          | 49037                 | 23,03        | .0810                            |
| La Chapelle-sur-Oudon   | 49077                 | 12,73        | .0689                            |
| Châtelais               | 49081                 | 23,68        | .0695                            |
| La Ferrière-de-Flée     | 49136                 | 13,12        | .0356                            |
| L’Hôtellerie-de-Flée    | 49158                 | 14,77        | .0537                            |
| Louvaines               | 49184                 | 15,07        | .0497                            |
| Marans                  | 49187                 | 09,59        | .0497                            |
| Montguillon             | 49208                 | 11,91        | .0235                            |
| Noyant-la-Gravoyère     | 49229                 | 11,91        | 1.932                            |
| Nyoiseau                | 49233                 | 15,55        | 1.175                            |
| Sainte-Gemmes-d’Andigné | 49277                 | 25,34        | 1.461                            |
| Saint-Martin-du-Bois    | 49305                 | 21,73        | 969                              |
| Saint-Sauveur-de-Flée   | 49319                 | 12,87        | .0313                            |
| Segré (Verwaltungssitz) | 49331                 | 15,88        | 6.959                            |

## Sehenswürdigkeiten

### Aviré
- Menhir La Pierre Debout du Genest, Monument historique
- Kirche Saint-Martin aus dem 12./13. Jahrhundert
- Schloss La Montchevalleraie aus dem 18. Jahrhundert
- Herrenhaus Le Grand Rossignol aus dem 17. Jahrhundert, Monument historique
- Herrenhaus La Fleuriaie aus dem 17. Jahrhundert, Monument historique

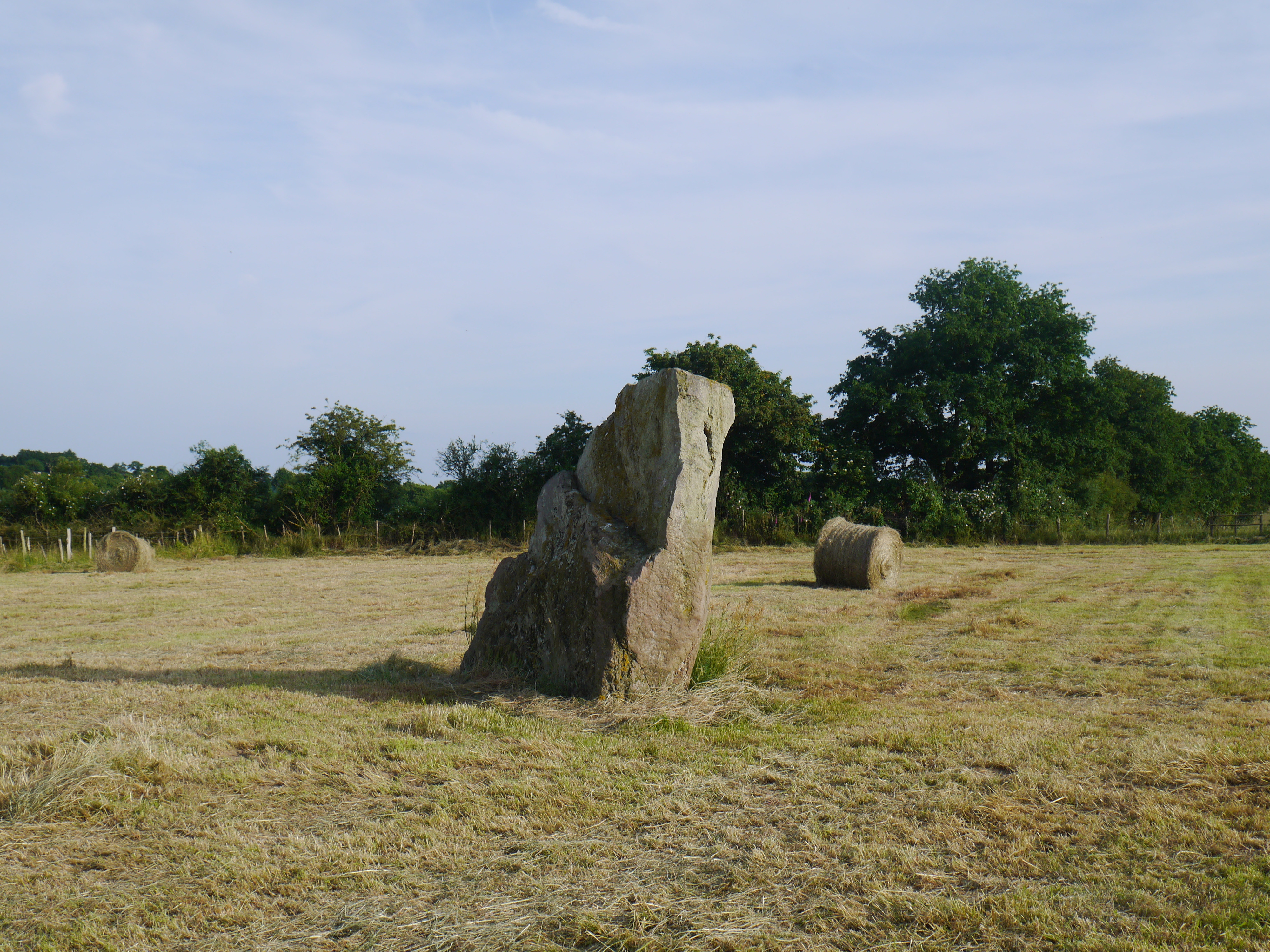
Menhir
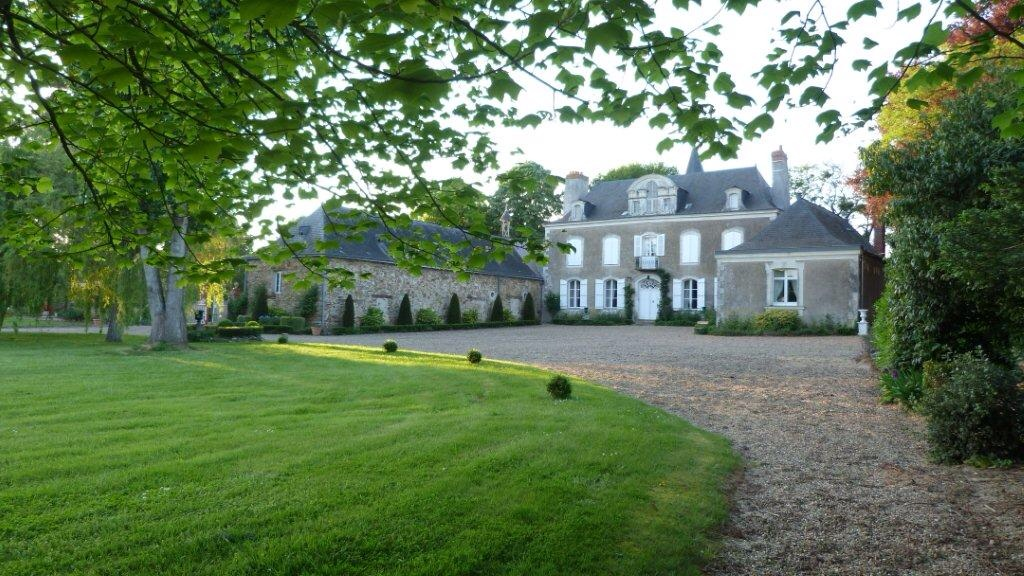
Schloss La Montchevalleraie
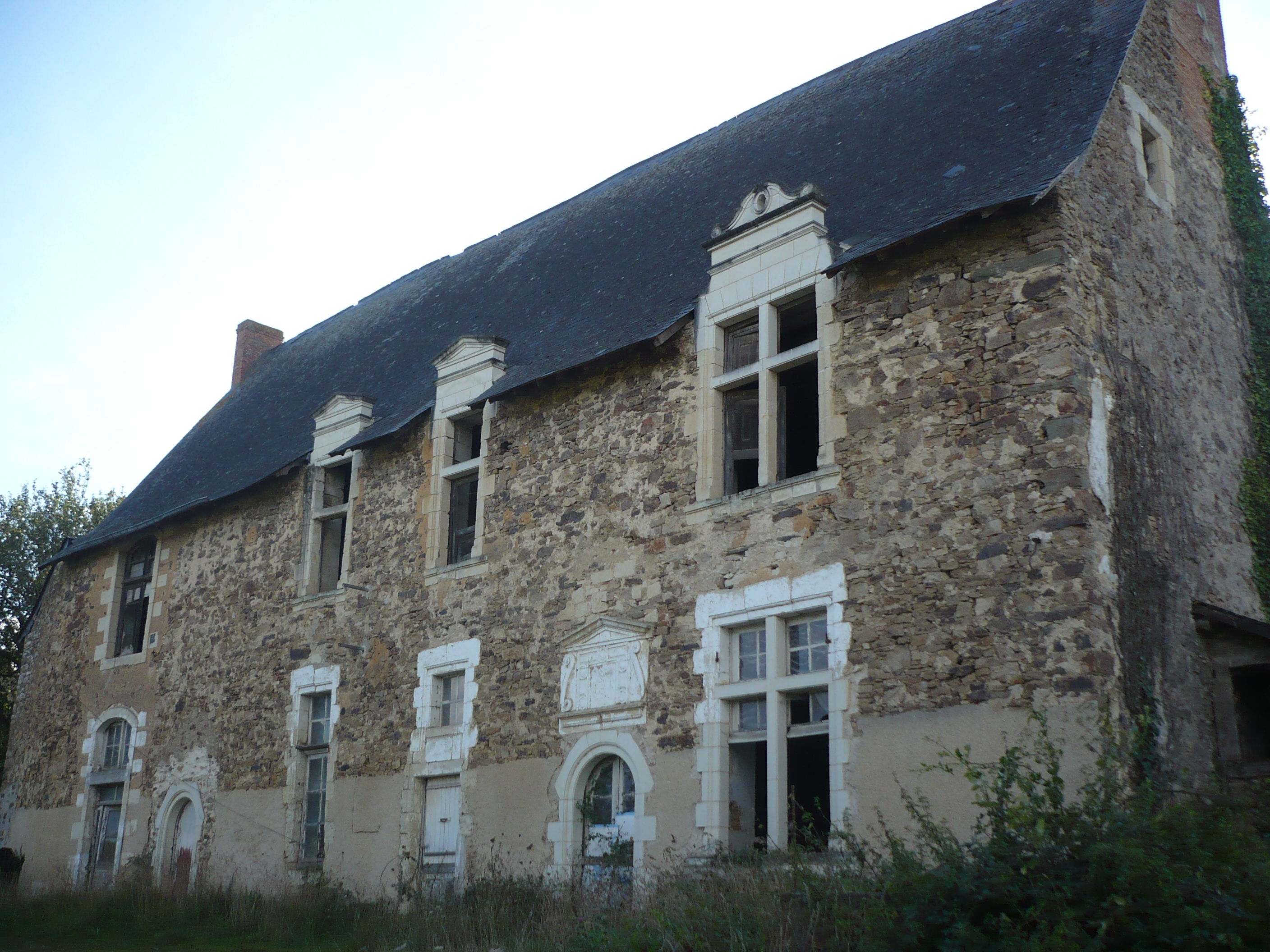
Herrenhaus Le Grand Rossignol
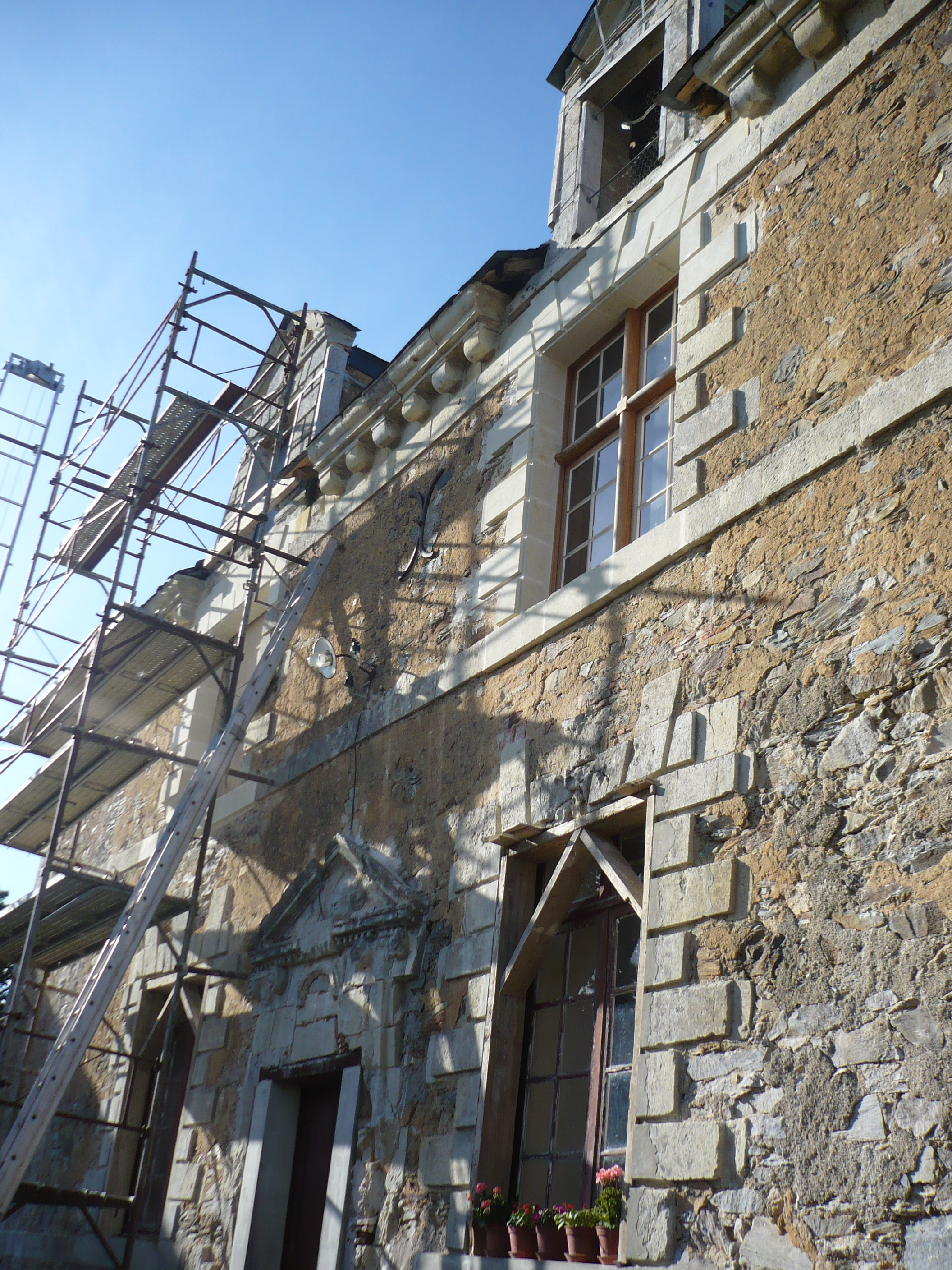
Herrenhaus La Fleuriaie

### Le Bourg-d’Iré
- Kirche Saint-Symphorien aus dem 17. Jahrhundert
- Kapelle La Douve
- Schloss La Mabouillière aus dem 19. Jahrhundert
- Schloss La Douve aus dem 19. Jahrhundert
- Schloss Bellevue

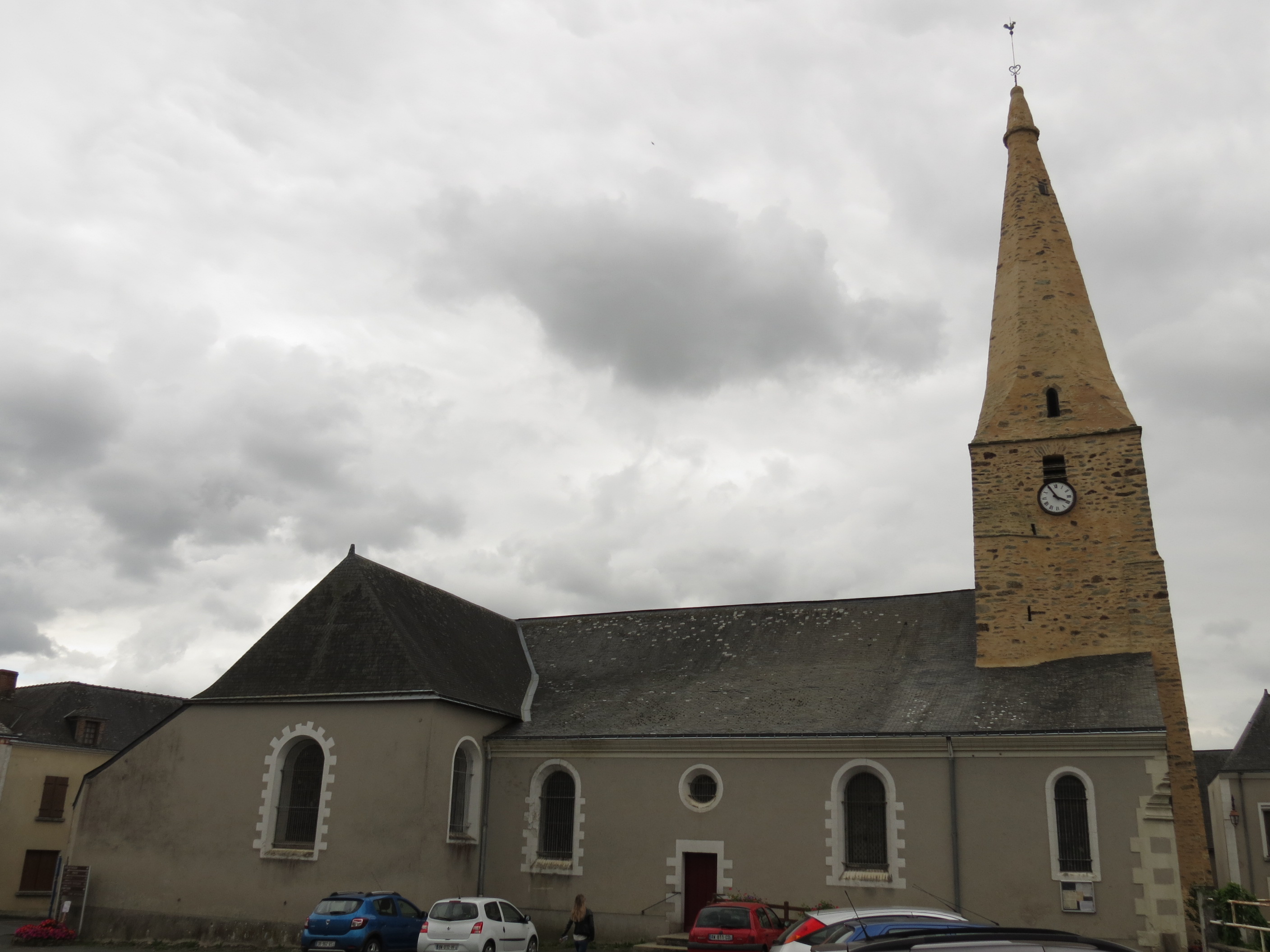
Kirche Saint-Symphorien
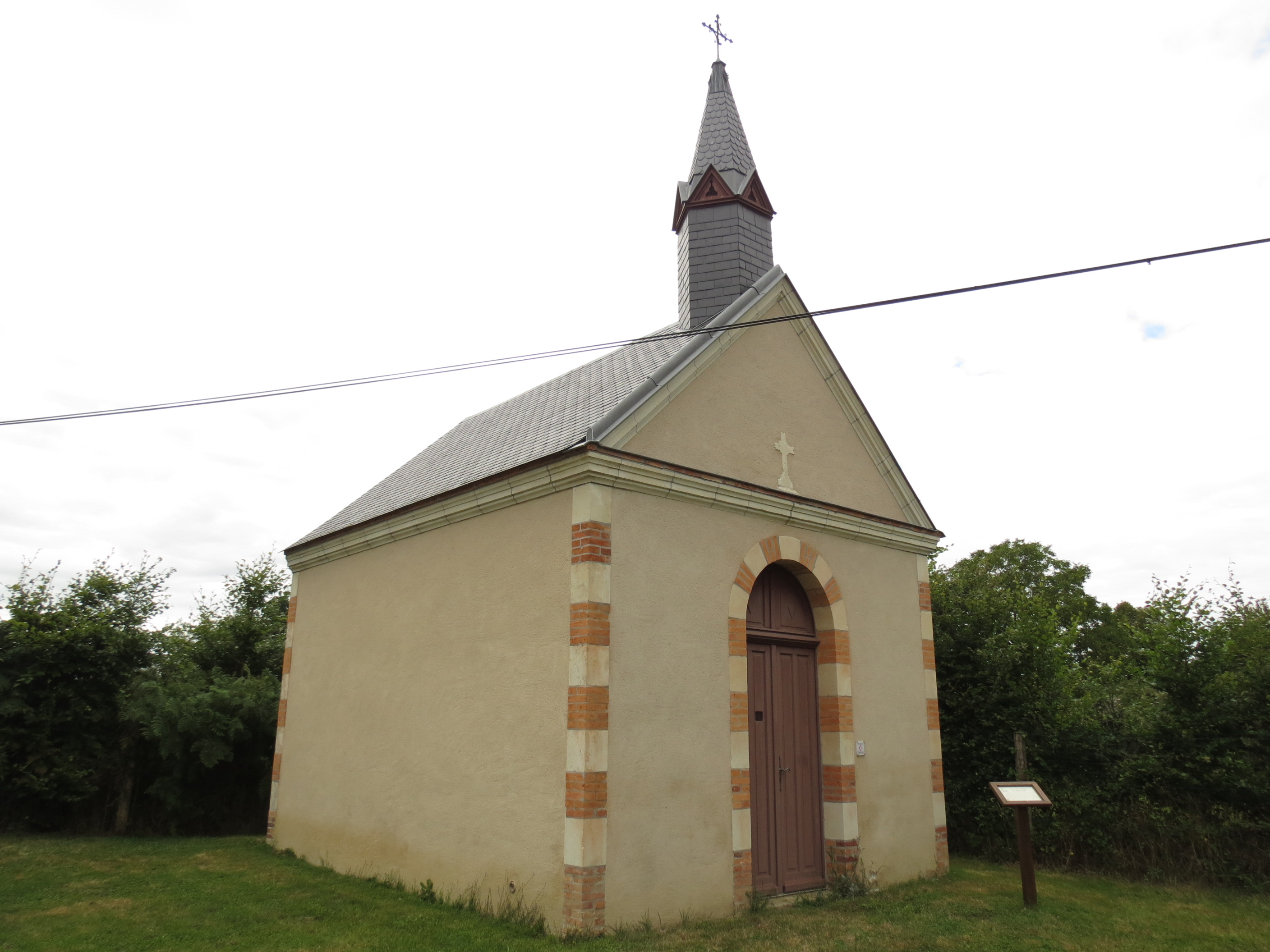
Kapelle La Douve
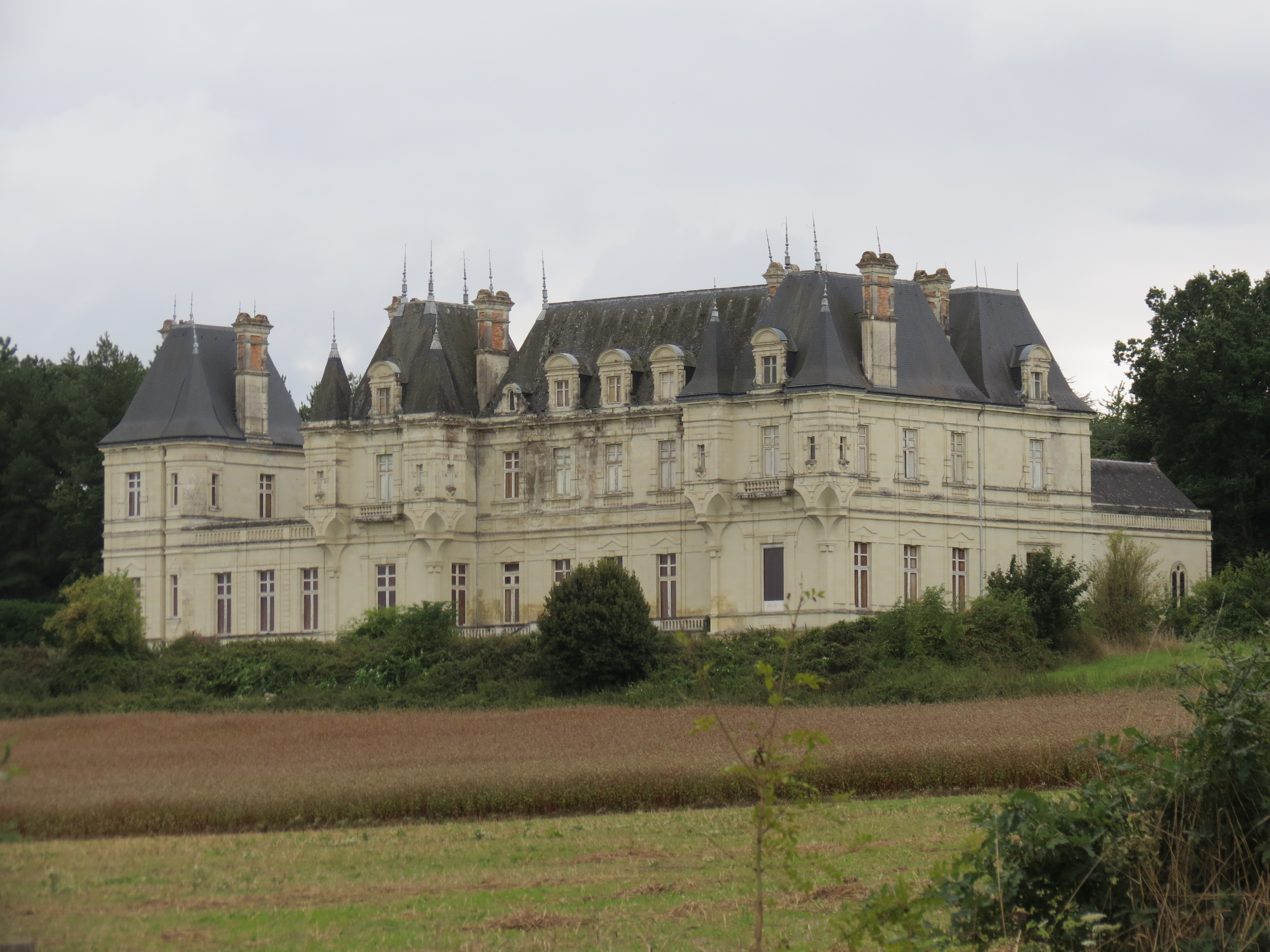
Schloss La Mabouillière
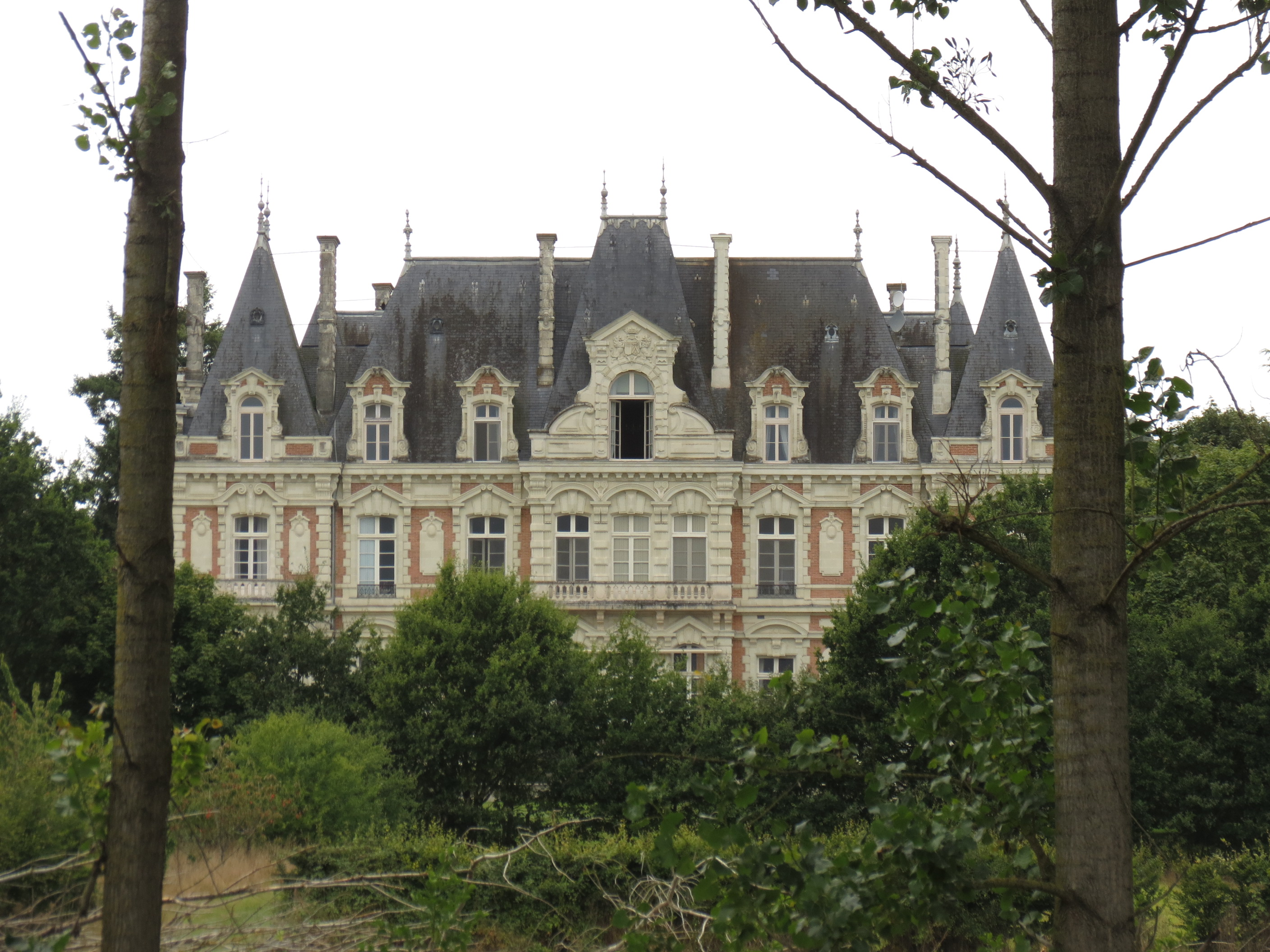
Schloss La Douve

### La Chapelle-sur-Oudon
- Kirche Saint-Martin
- Pfarrhaus
- Schloss La Lorie, Monument historique, mit Pferderennbahn

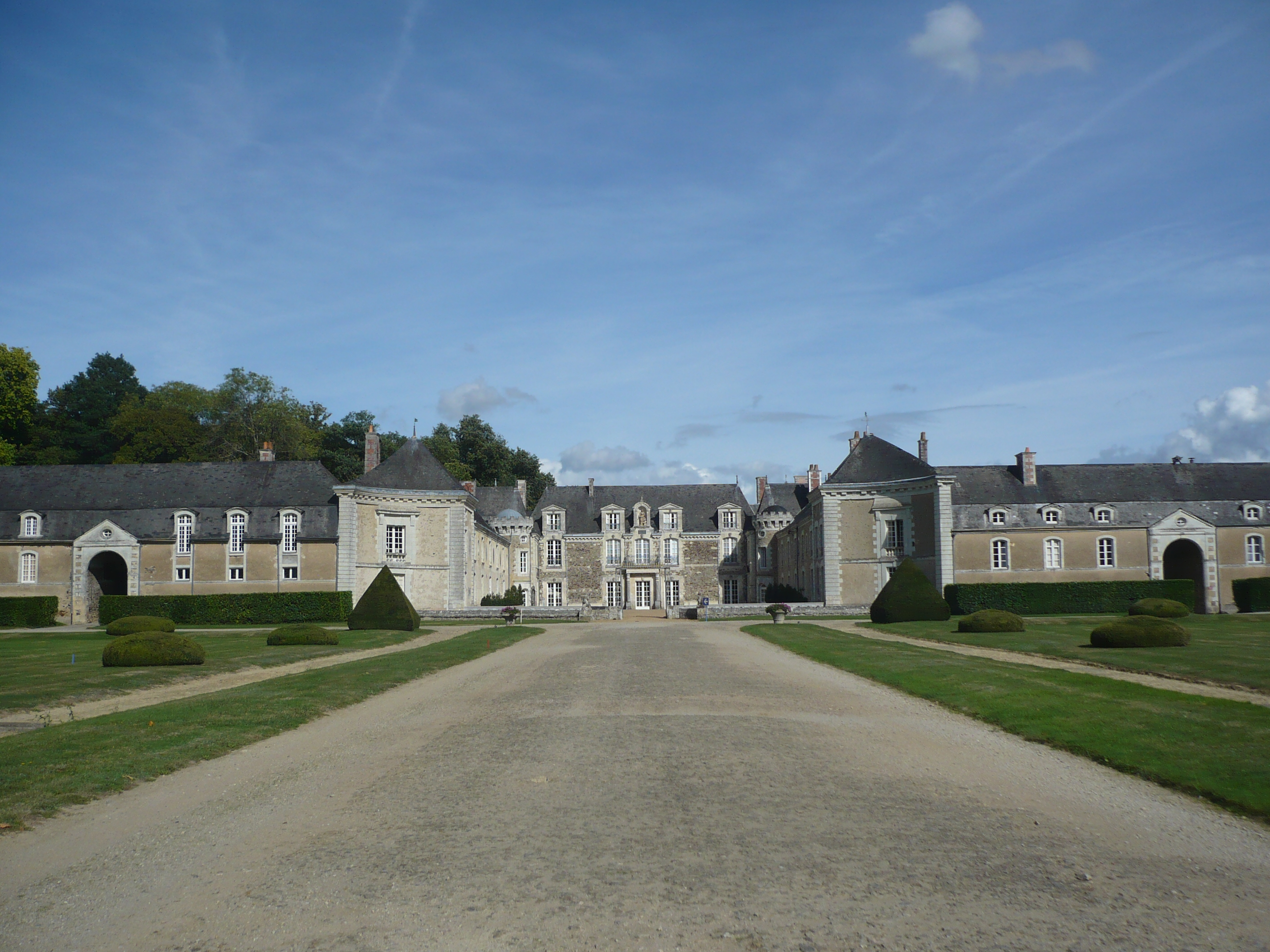
Schloss La Lorie
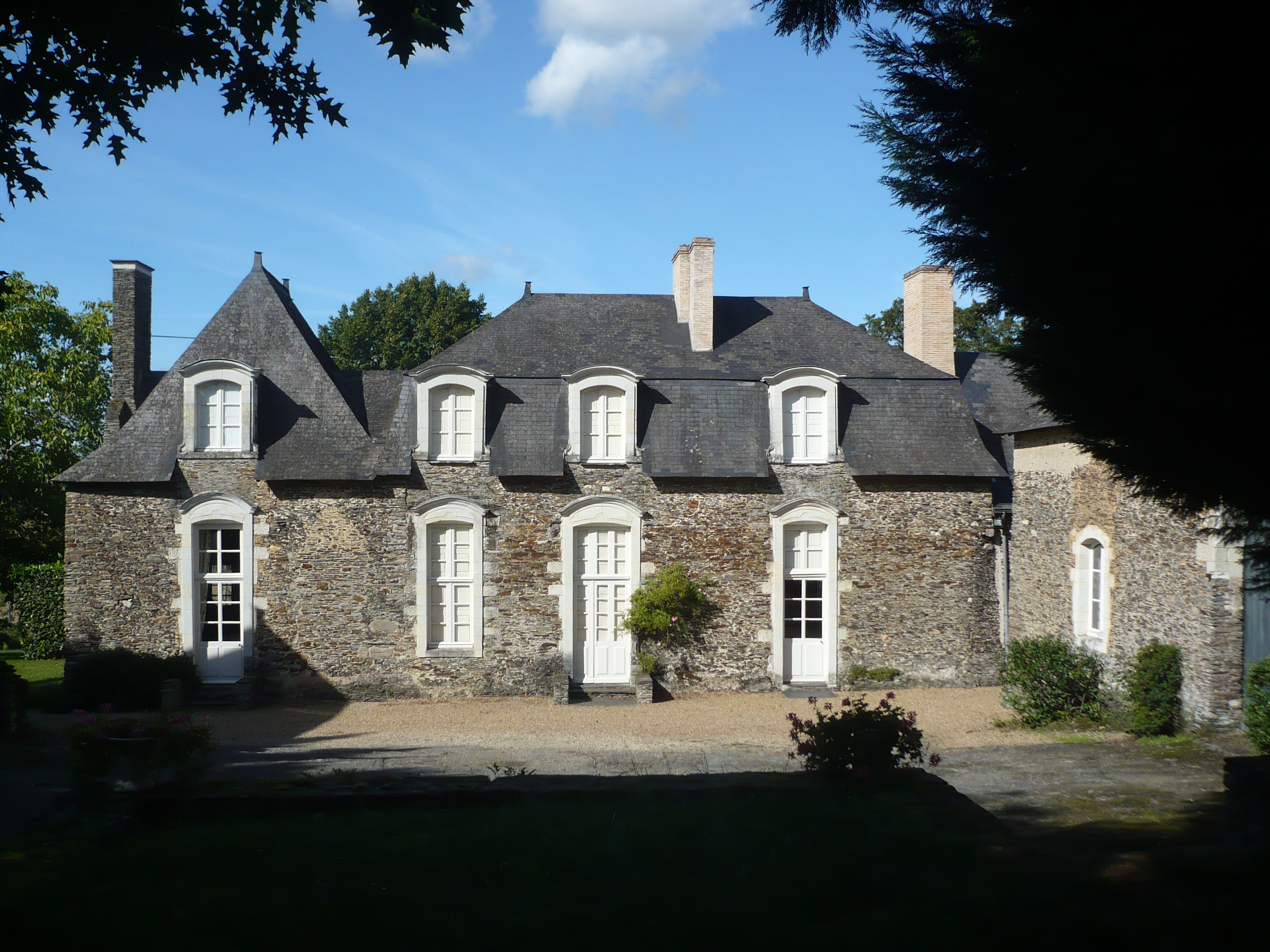
Pfarrhaus

### Châtelais
- Kirche Saint-Pierre
- Reste der mittelalterlichen Ortsbefestigung
- Schloss Saint-Julien, früheres Priorat
- Domäne La Petite Couère mit zoologischem Garten

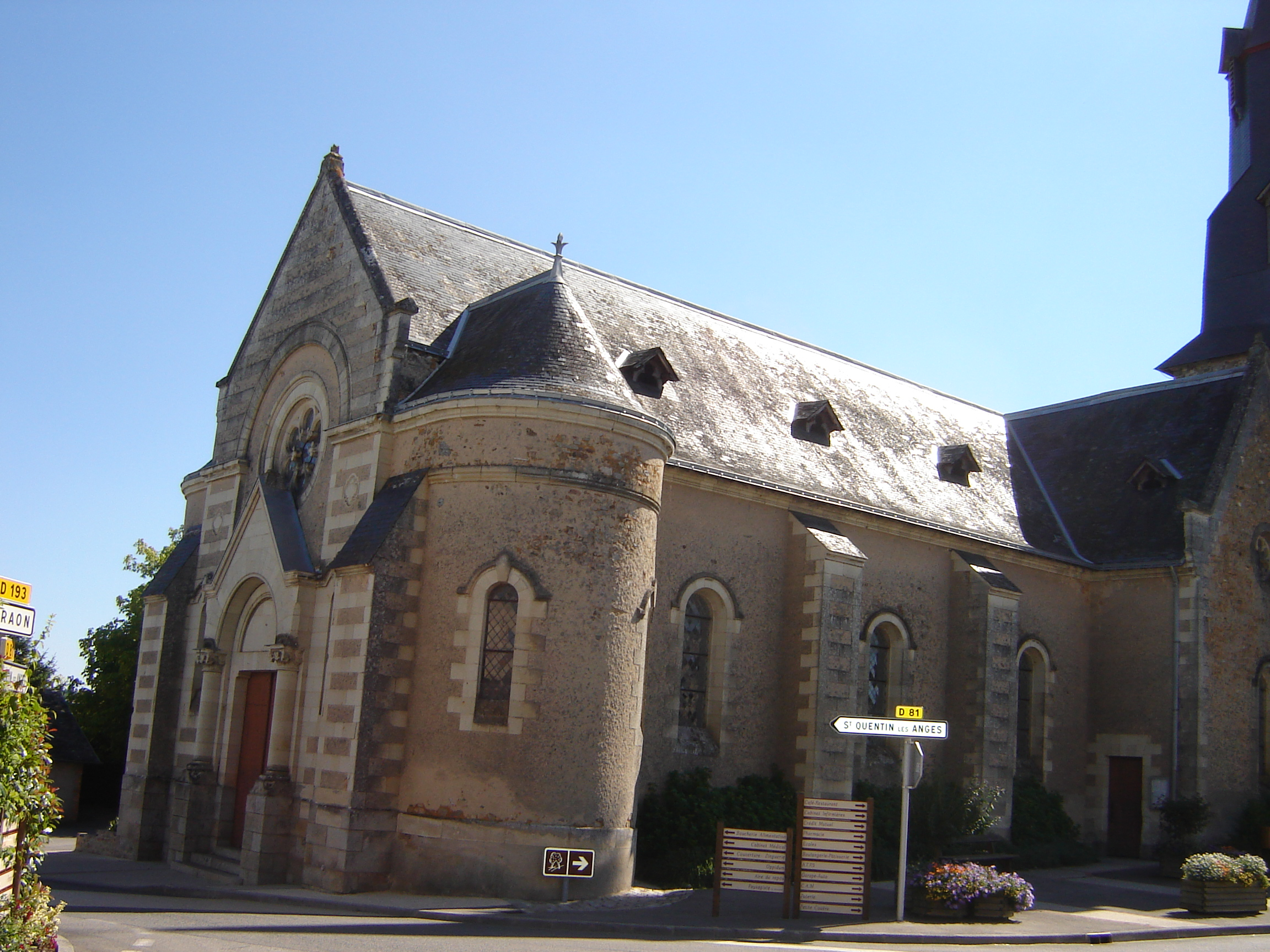
Kirche Saint-Pierre
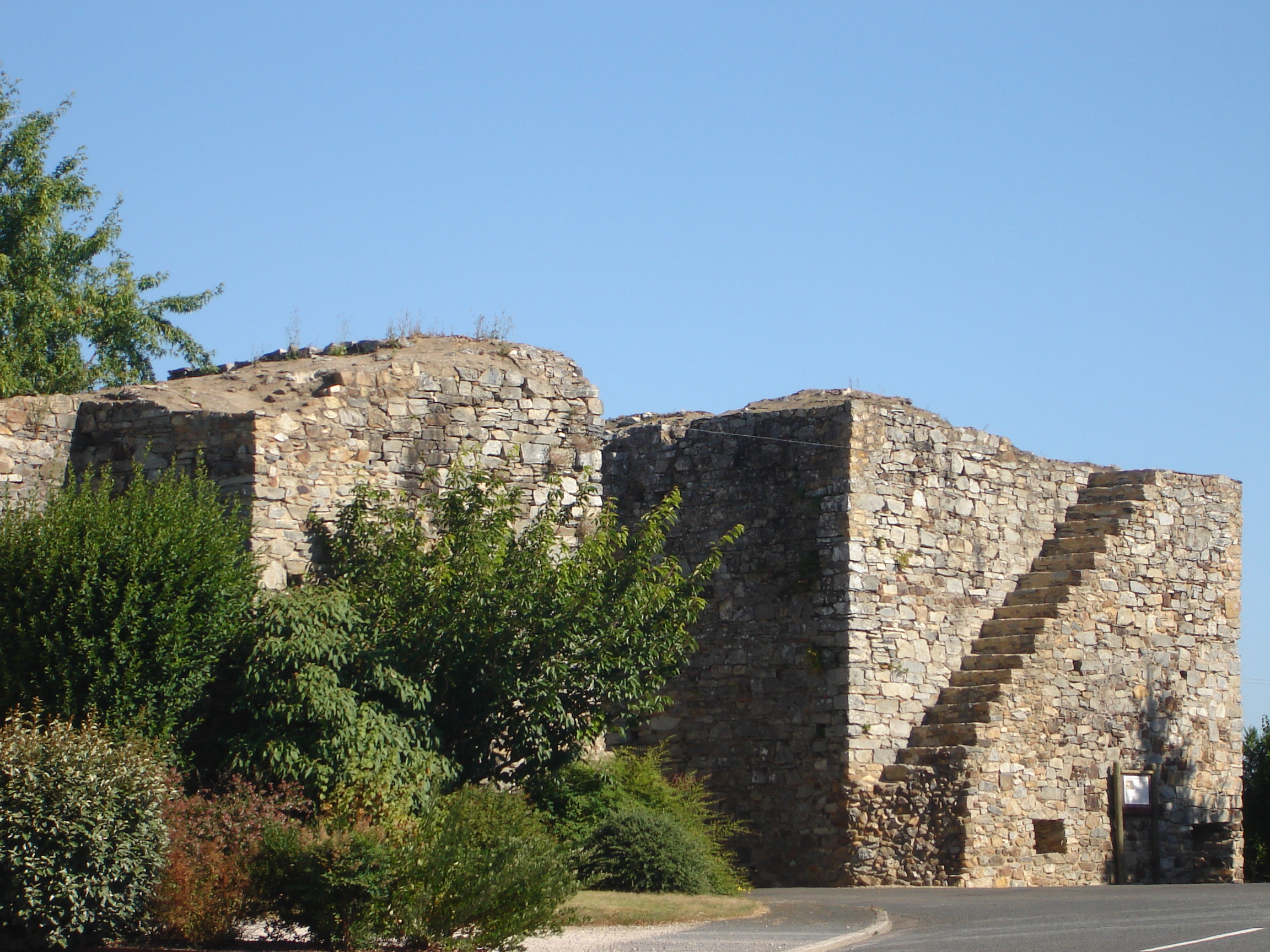
Reste der Ortsbefestigung

### La Ferrière-de-Flée
- Kirche Sainte-Madeleine aus dem 19. Jahrhundert
- Kapelle aus dem 12. Jahrhundert
- Kapelle Notre-Dame-du-Chêne in Pomme-Poire
- Dolmen von Putifay, seit 1990 Monument historique
- Megalithgrab, seit 1989 Monument historique
- Schloss von La Ferrière aus dem 14. Jahrhundert, Umbauten aus dem 16. Jahrhundert
- Schloss La Retiverie

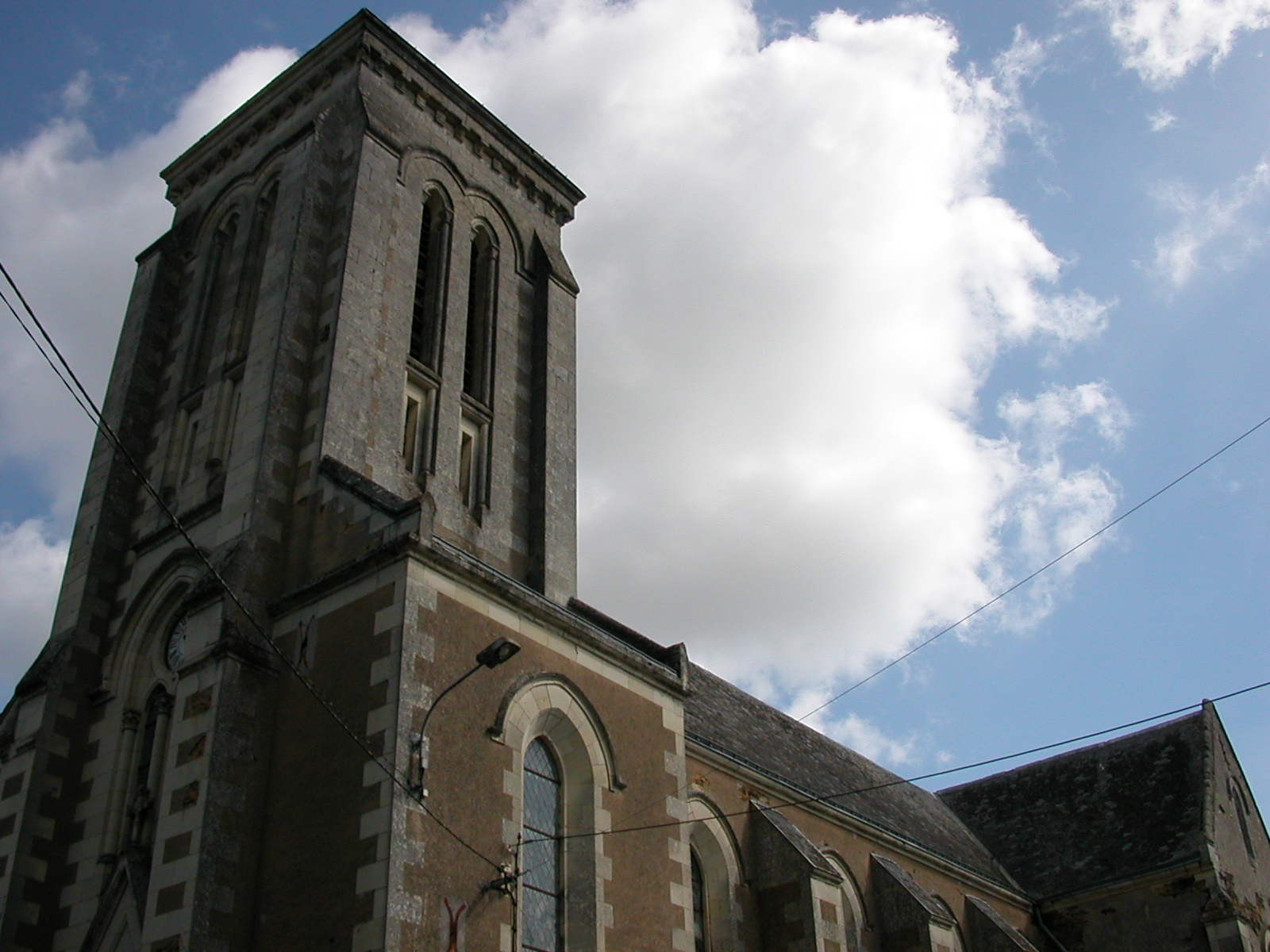
Kirche Sainte-Madeleine
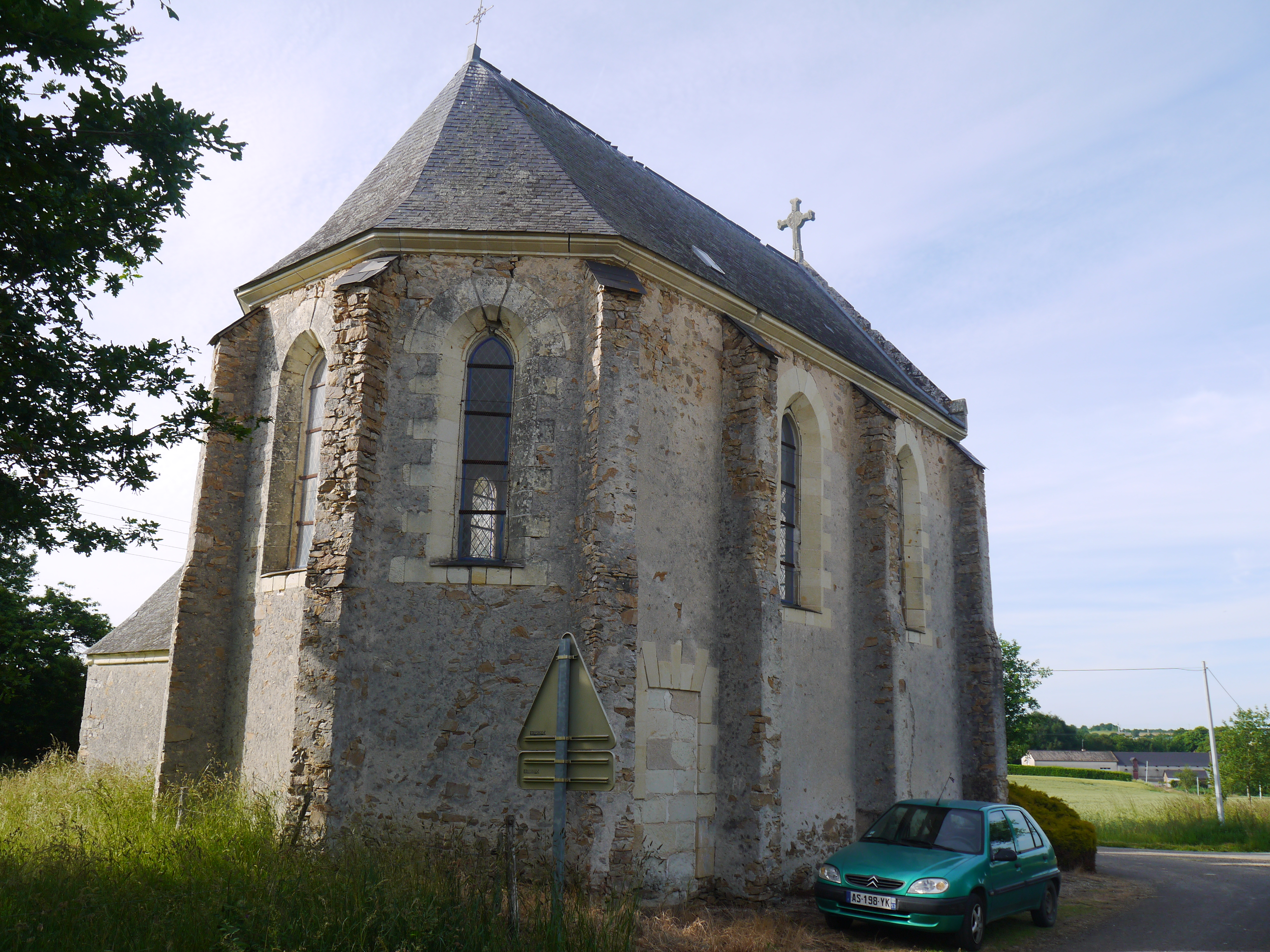
Kapelle Pomme-Poire
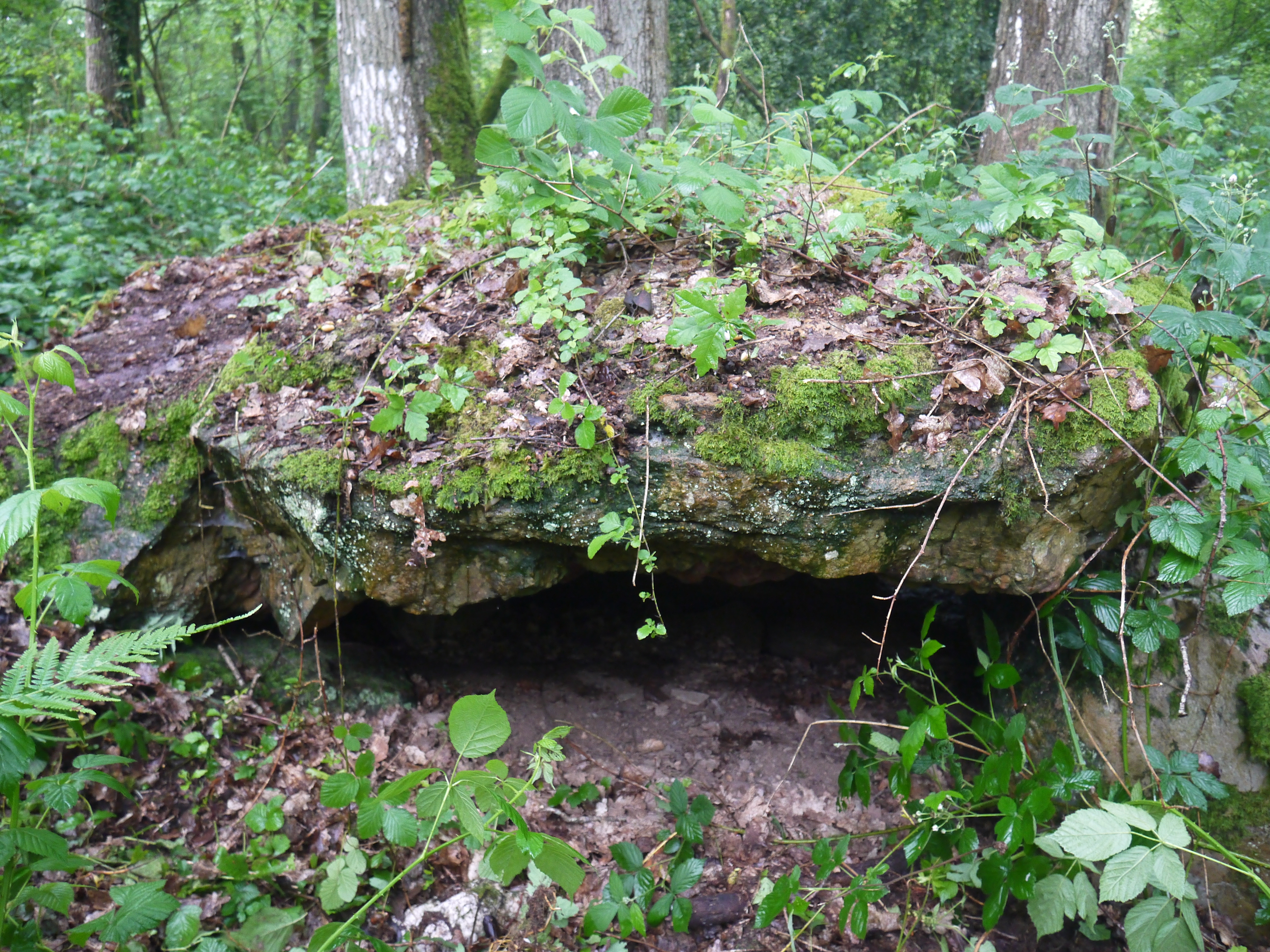
Megalithgrab
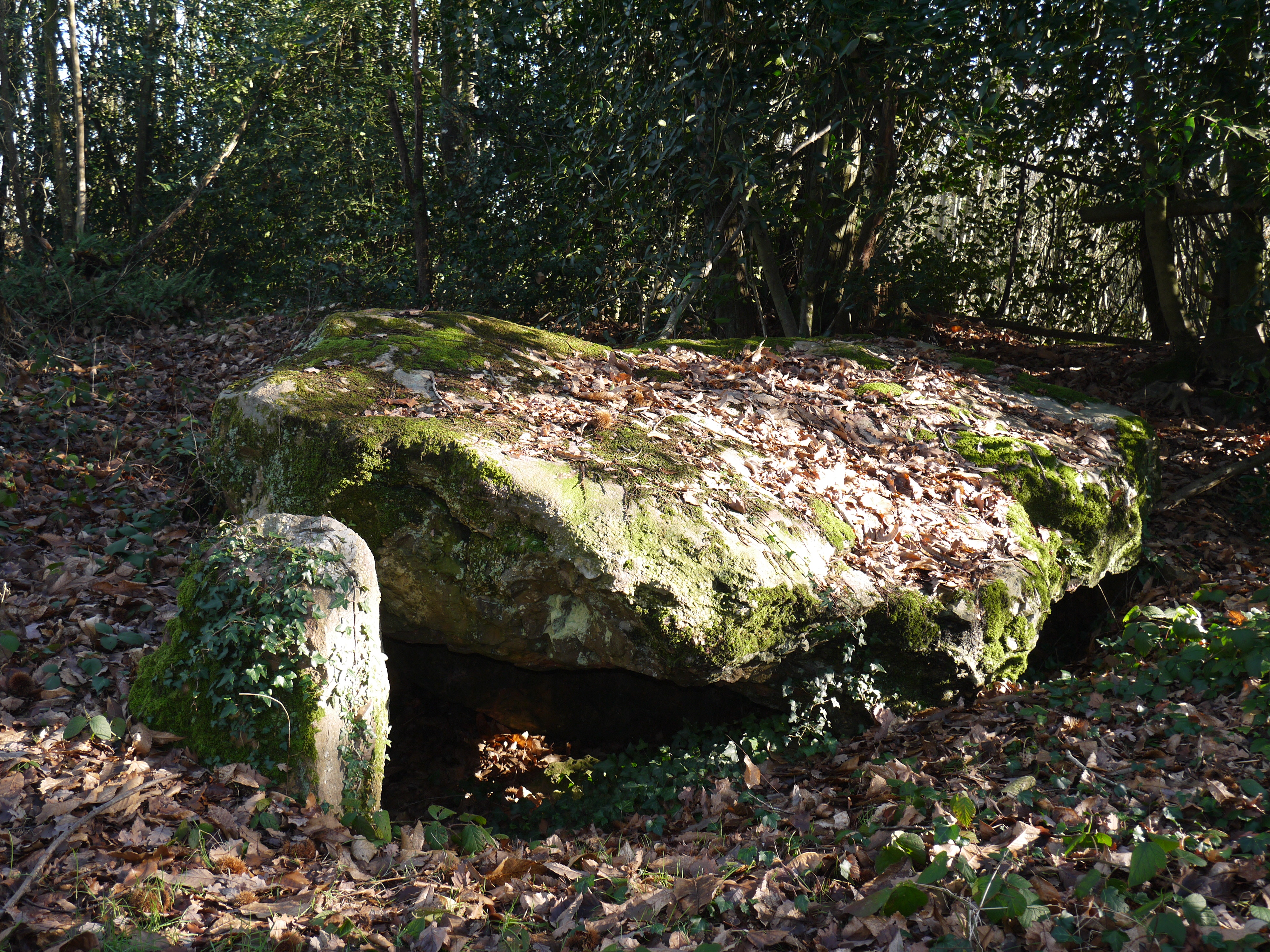
Dolmen von Putifay

### L'Hôtellerie-de-Flée
- Kirche Saint-Nicolas
- Schloss La Faucille aus dem 17. Jahrhundert

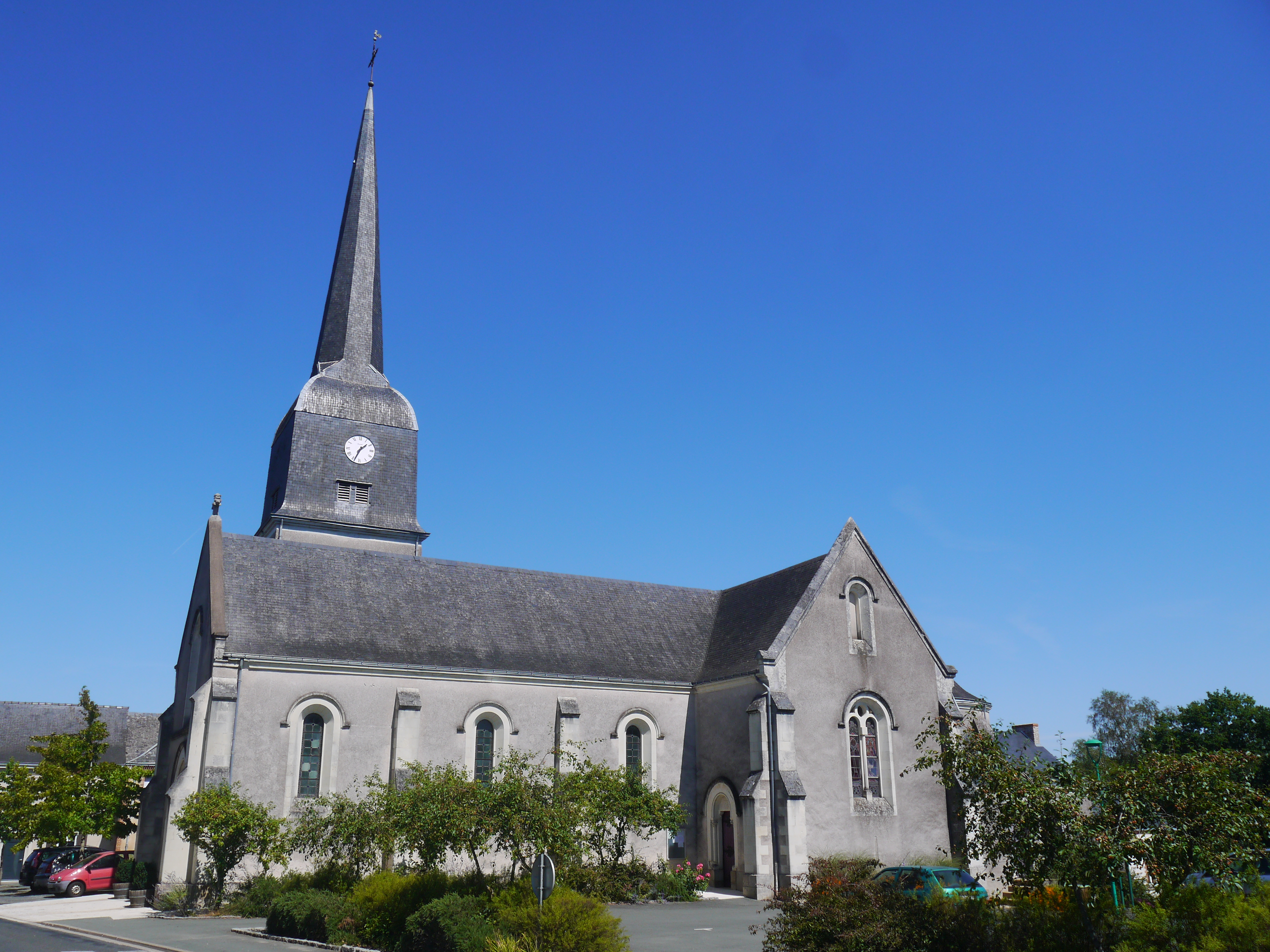
Kirche Saint-Nicolas
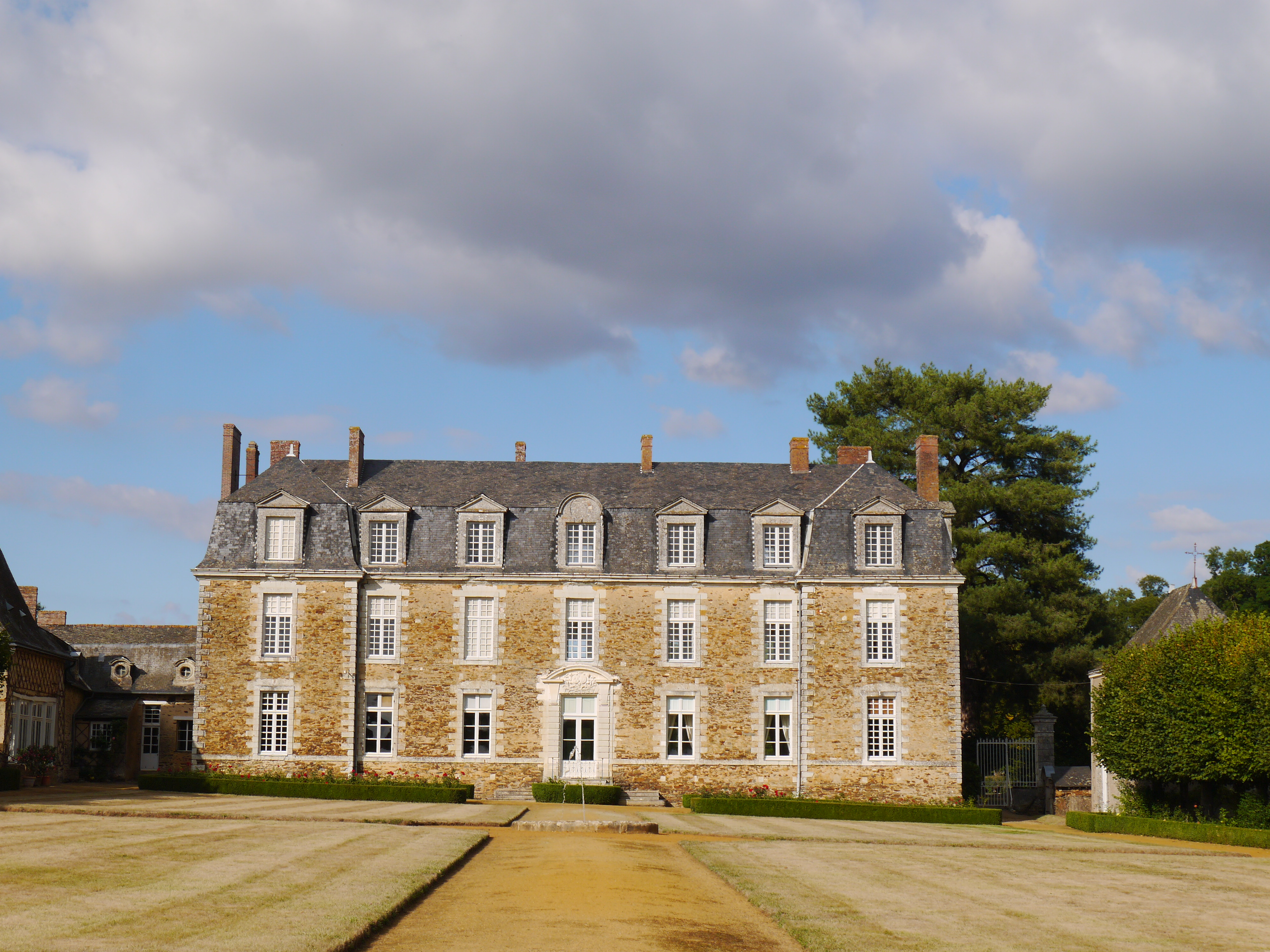
Schloss La Faucille

### Louvaines
- Kirche und Priorat von La Jaillette aus dem 12./13. Jahrhundert
- Kirche Saint-Aubin aus dem 19. Jahrhundert
- Herrenhaus Le Hardas aus dem 16. Jahrhundert
- Schloss L’Aunay aus dem 16./17. Jahrhundert

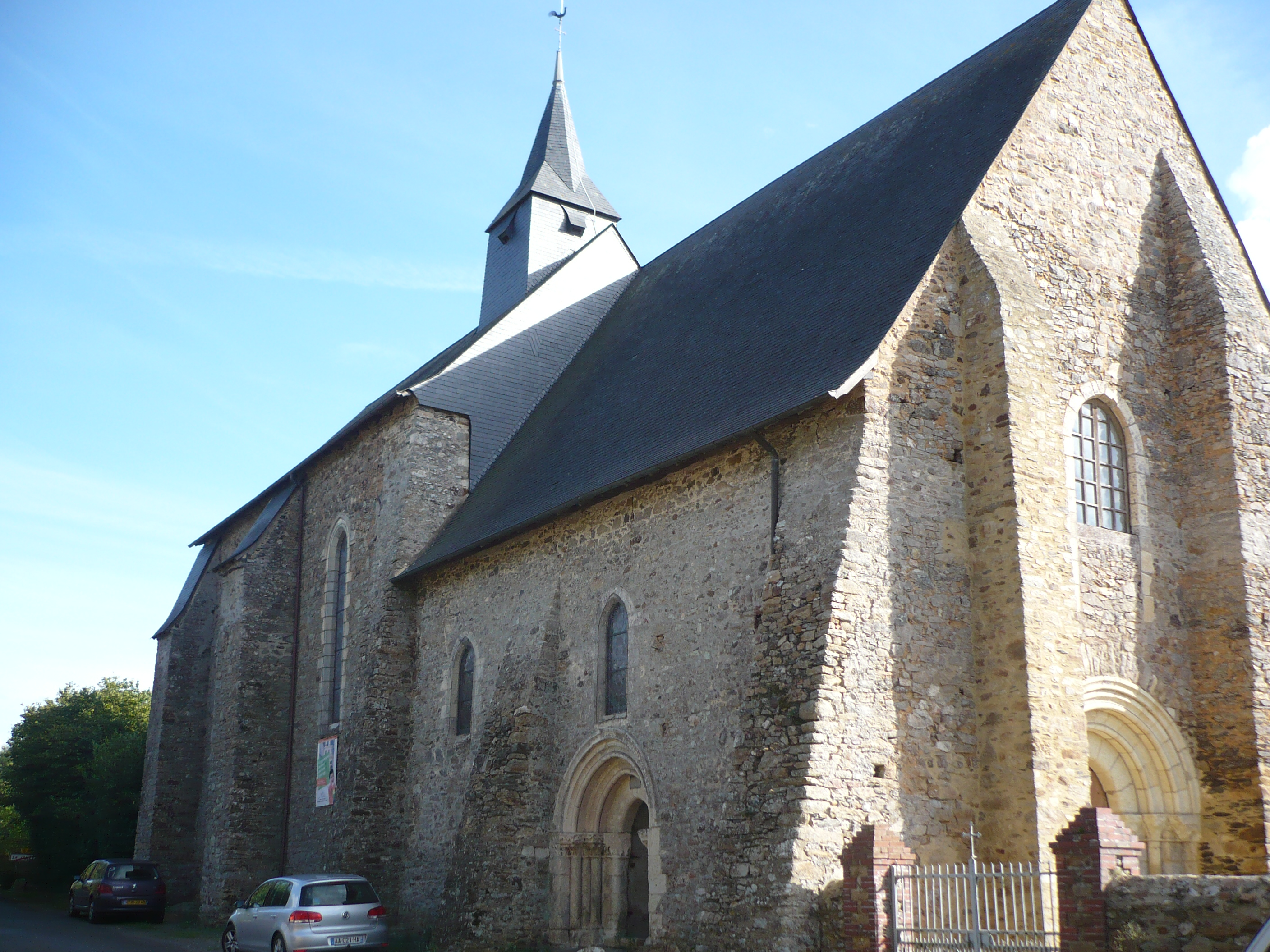
Kirche und Priorat von La Jaillette

### Marans
- Kirche Saint-Serge-et-Saint-Bach, 1870 bis 1873 erbaut
- Schloss La Devansaye aus dem 15. Jahrhundert

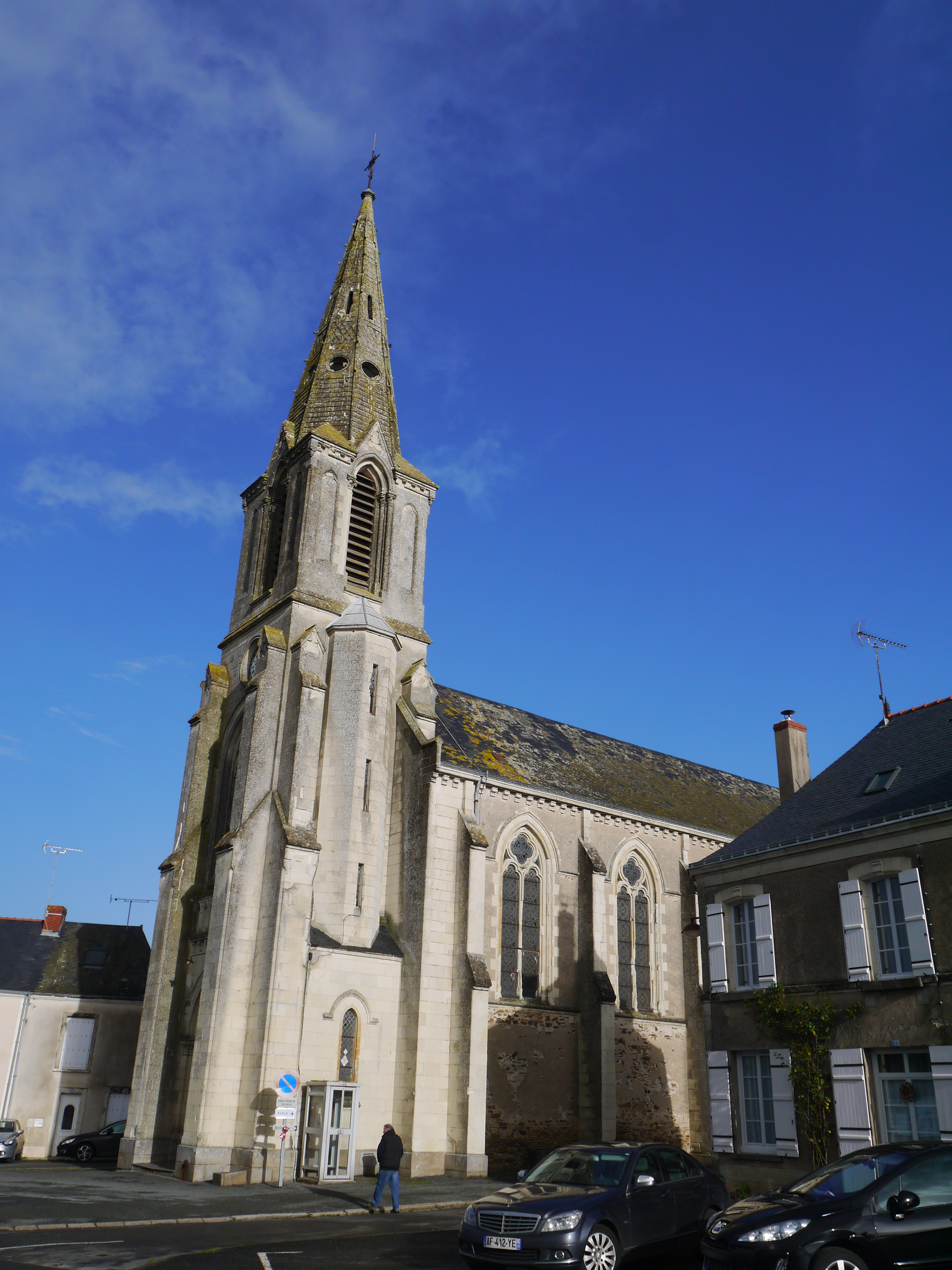
Kirche Saint-Serge-et-Saint-Bach

### Montguillon
- Kirche Saint-Pierre
- Schloss Bouillé-Mulon aus dem 16./17. Jahrhundert, seit 1973 Monument historique
- Gutshof La Motte-Mulon aus dem 17. Jahrhundert, seit 1926 Monument historique

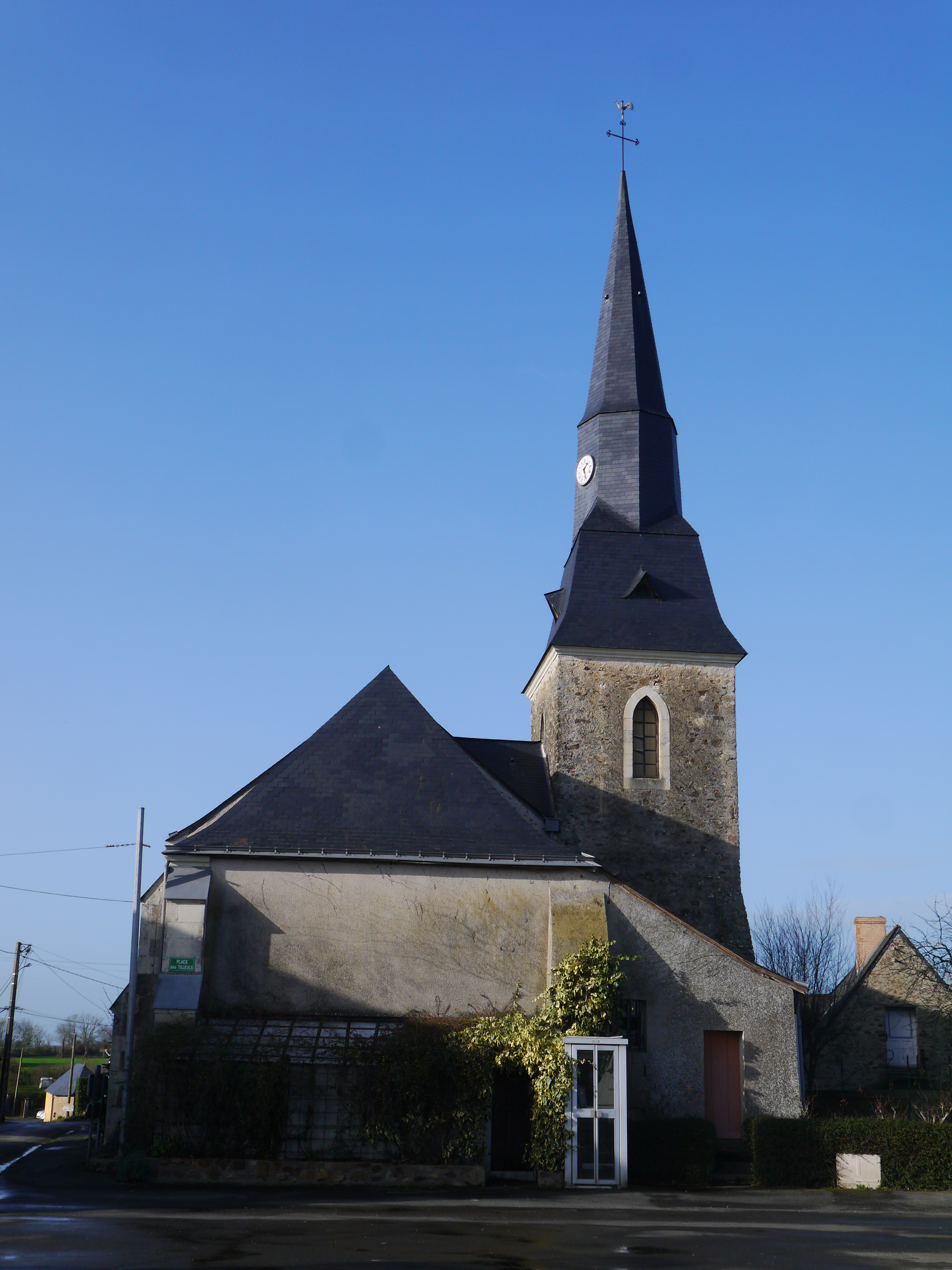
Kirche Saint-Pierre

### Noyant-la-Gravoyère

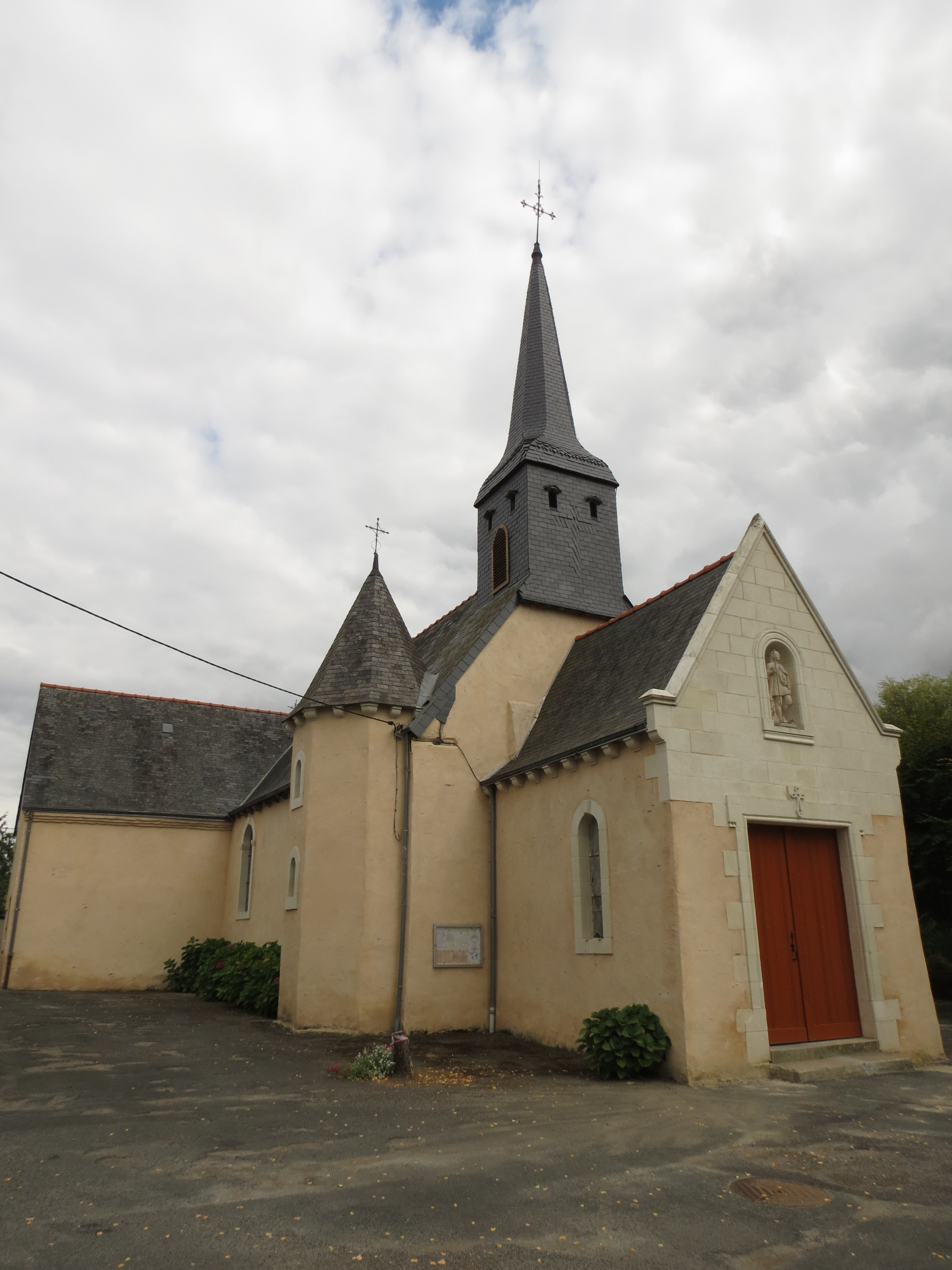
Kirche Saint-Georges
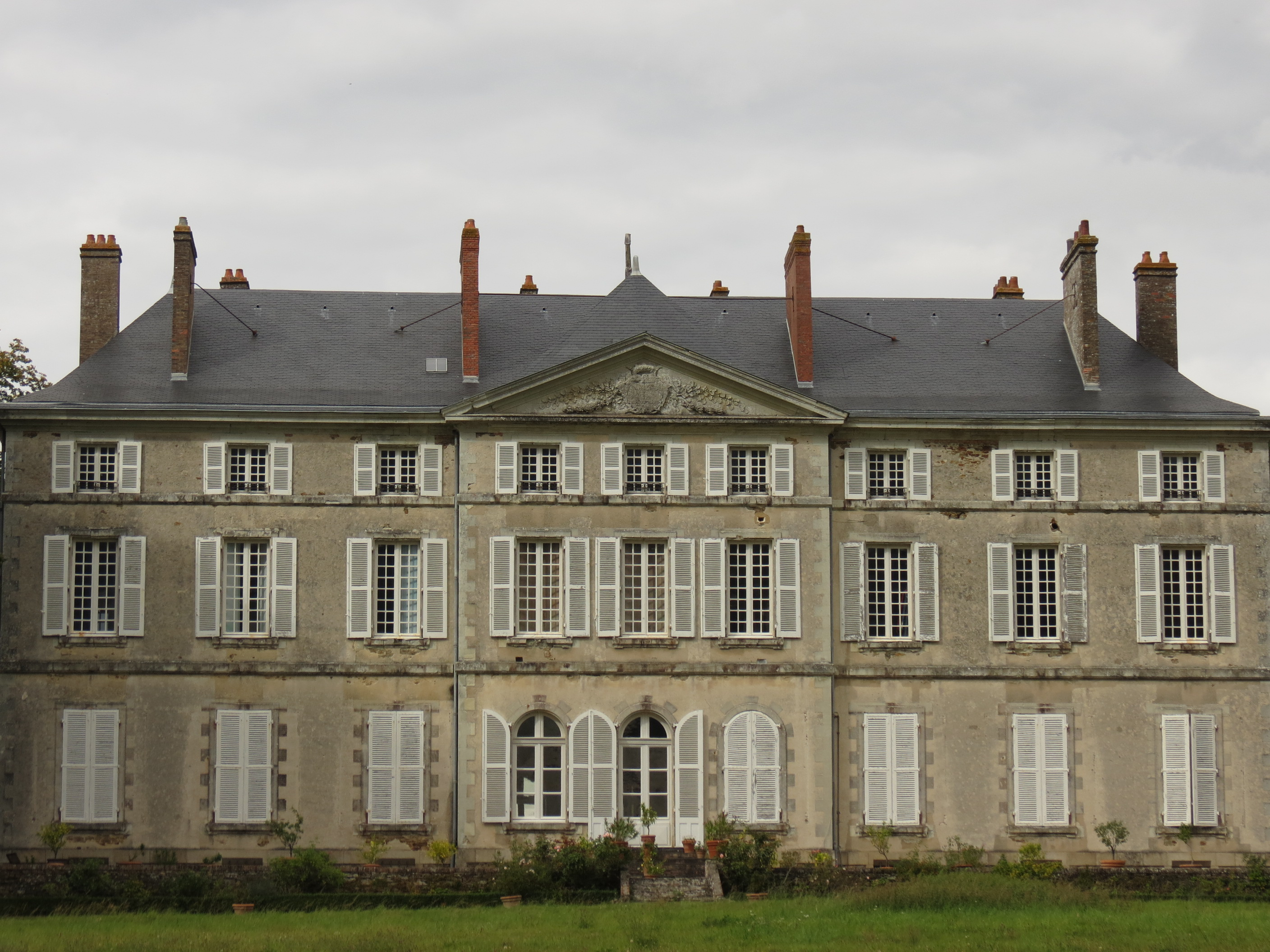
Schloss La Roche
- Schloss La Gravoyère
- Radrennbahn Georges Paillard

- Kirche Saint-Georges
- Schloss La Roche

### Nyoiseau
- früheres Benediktinerkloster Notre-Dame, 1109 gegründet, 1792 geschlossen, seit 1994 Monument historique
- ehemalige Eisenerzminen
- Automuseum

### Saint-Sauveur-de-Flée
- Kirche Saint-Sauveur aus dem 12. Jahrhundert, Umbauten aus dem 19. Jahrhundert
- Schloss Le Tilleul aus dem 17./18. Jahrhundert
- Herrenhaus Le Prieuré aus dem 16. Jahrhundert

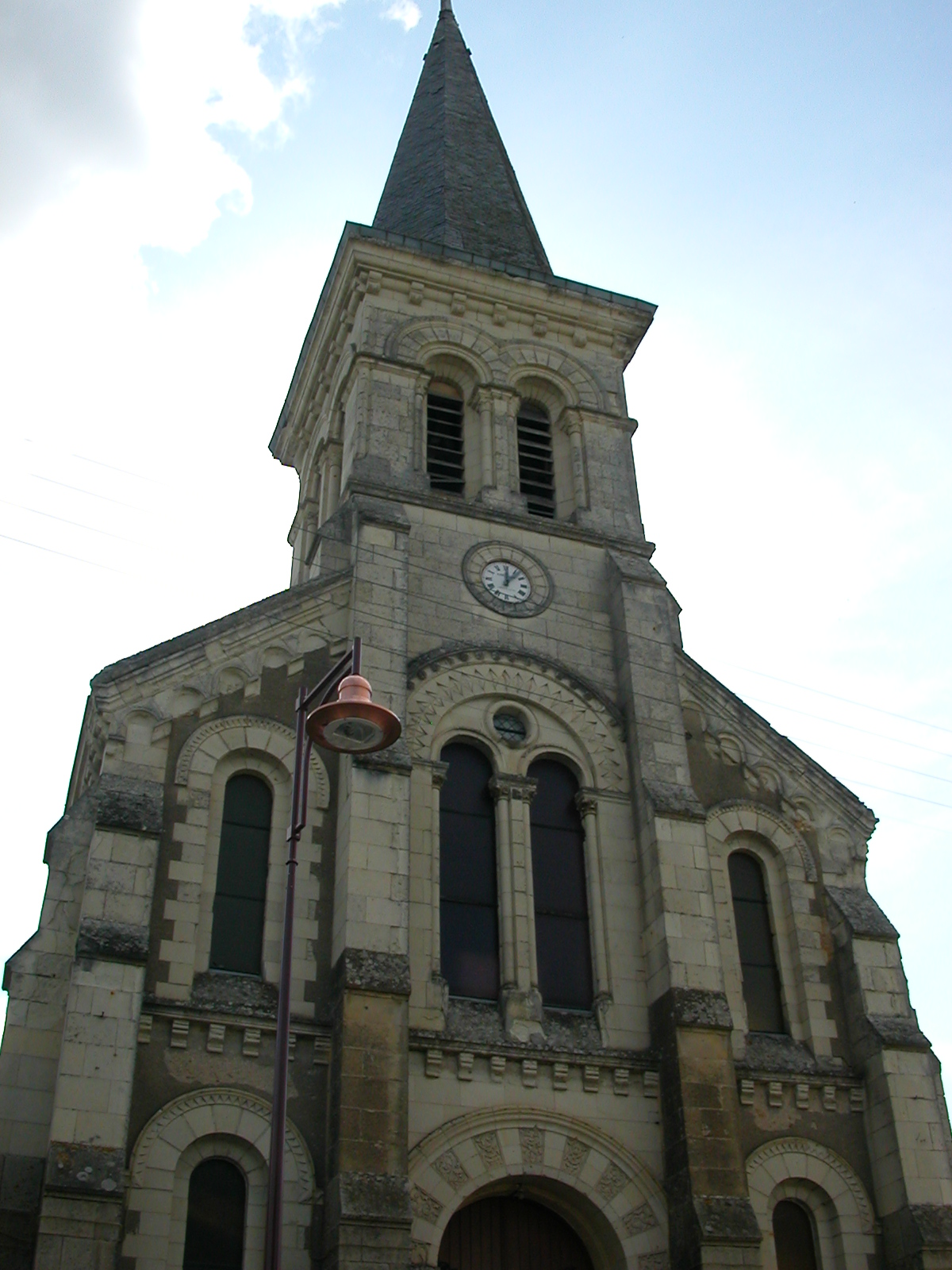
Kirche Saint-Sauveur

### Segré
- Kirche Sainte-Madeleine, 1835–1842 erbaut, seit 2007 Monument historique
- Kirche Saint-Aubin-du-Pavoil, 1833 erbaut, 2013 abgebrochen
- Alte Brücke über den Oudon
- Schloss La Lorie, 1632 erbaut, seit 1975/1979 Monument historique

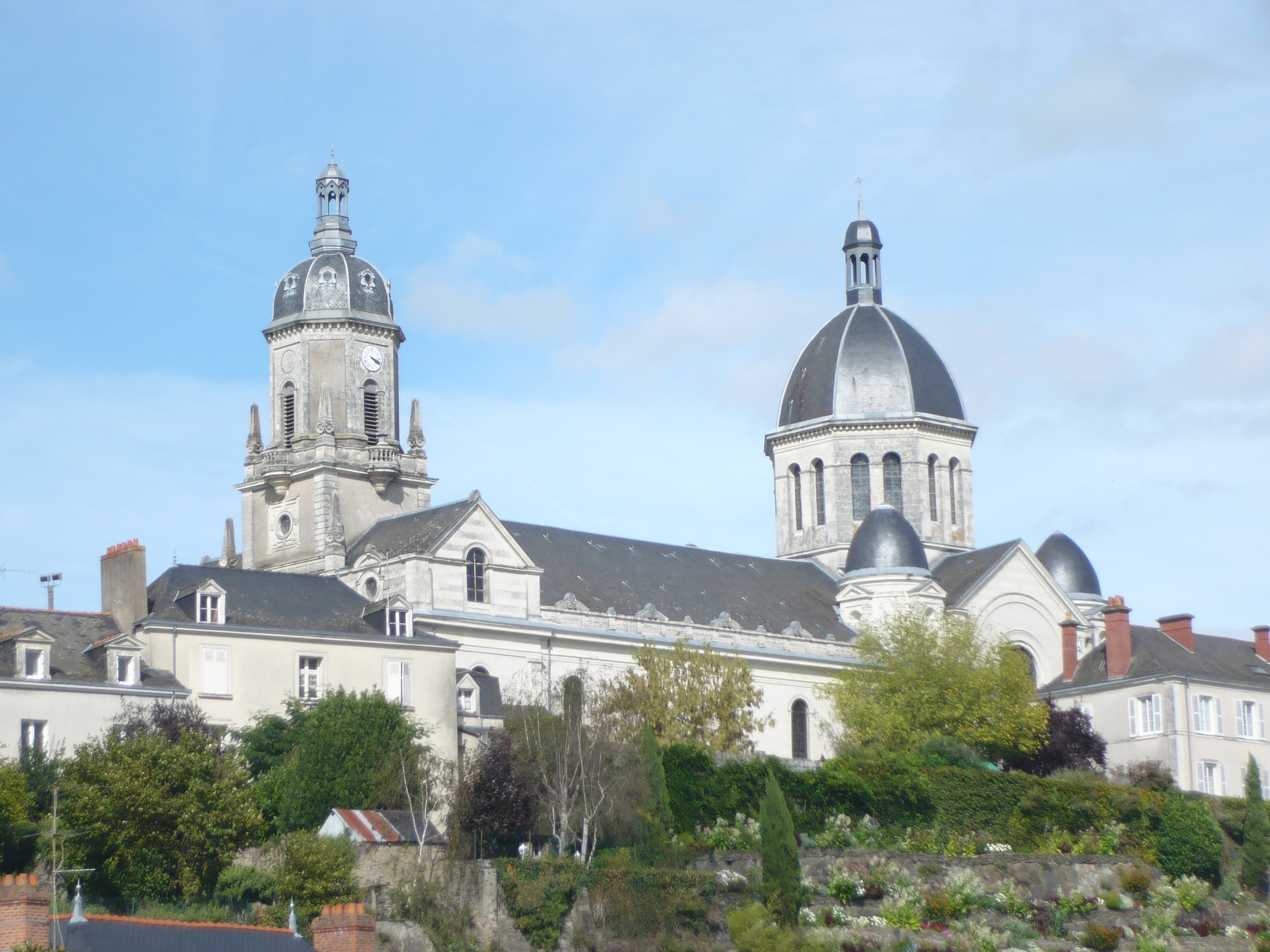
Kirche Sainte-Madeleine
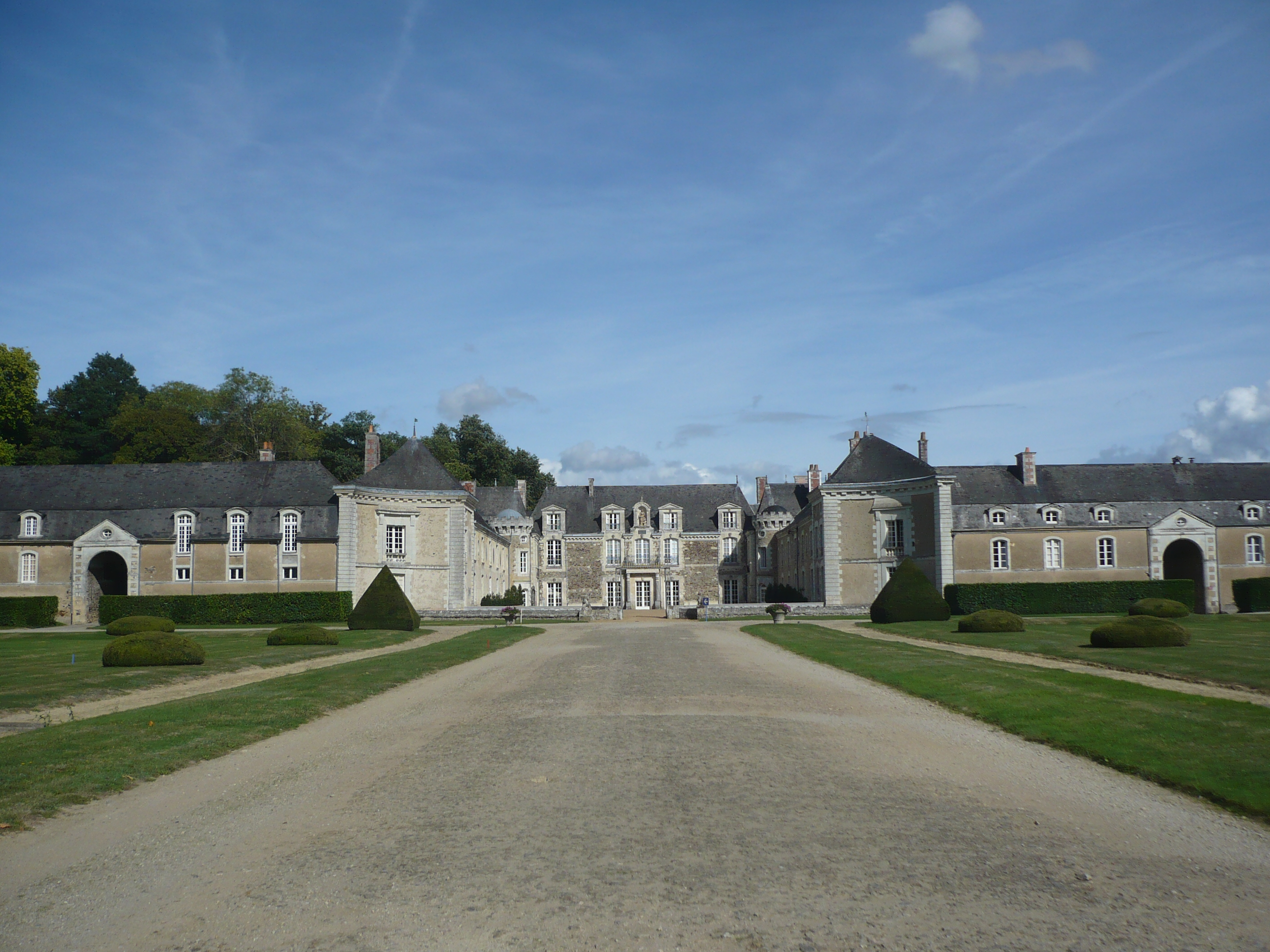
Schloss La Lorie

## Persönlichkeiten
- Frédéric de Falloux du Coudray (1815–1884), Kardinal aus Le Bourg-d’Iré
- Père Marie-Benoît (bürgerlich: Pierre Péteul, 1895–1990), Geistlicher aus Le Bourg-d’Iré
- Una McCann Wilkinson (1913–2013), amerikanische Malerin des Expressionismus, in Segré verstorben
- René Séjourné (1930–2018), Bischof von Saint-Flour (1990–2006) aus Aviré